# Ansiedad ante extraños
La ansiedad ante extraños es la reacción cautelosa o inquieta que a menudo exhiben los bebés y los niños que comienzan a caminar cuando se les acerca un extraño. Dicha ansiedad aparece a partir de que los bebés forman su primer 
apego y alcanza su máximo entre los 6 y los 12 meses de edad, para luego declinar gradualmente a lo largo del segundo año, aunque no todos los niños exhiben esta ansiedad.
Los síntomas pueden variar, pero incluyen: quedarse muy callado o quedarse mirando fijamente; protesta por medio de llanto u otras verbalizaciones; esconderse tras un familiar. La ansiedad ante un extraño es típico y por lo tanto una parte normal de la secuencia evolutiva por la que atraviesan los niños y las niñas.

## Posibles causas
Existen dos puntos de vista que explican este fenómeno: el etológico, según el cual las caras extrañas han sido programadas biológicamente a lo largo de la evolución para generar esta reacción defensiva en el bebé, y el cognoscitivo, según el cual los extraños suponen un conflicto en los esquemas actuales de caras conocidas del bebé, que no puede explicar quién es ese extraño.